# نورث زولتش (تكساس)
نورث زولتش (بالإنجليزية: North Zulch, Texas)‏ هي unincorporated community of the United States of America تقع في الولايات المتحدة في مقاطعة ماديسون (تكساس). يقدر عدد سكانها بـ 100 نسمة وترتفع عن سطح البحر 96.93 متر.